# Gymnophora gotoi
Gymnophora gotoi är en tvåvingeart som beskrevs av Brown 1989. Gymnophora gotoi ingår i släktet Gymnophora och familjen puckelflugor. Inga underarter finns listade i Catalogue of Life.